# Mürzzuschlag (stad)
Mürzzuschlag is een stad in de Oostenrijkse deelstaat Stiermarken, en maakt deel uit van het district Bruck-Mürzzuschlag.
Mürzzuschlag telt 8156 inwoners (2022). 
In 2015 werd Mürzzuschlag uitgebreid met Ganz.

## Geboren
- Elfriede Jelinek (1946), schrijfster en Nobelprijswinnares (2004)

Stadsgemeenten:
Bruck an der Mur · Kapfenberg · Kindberg · Mariazell · Mürzzuschlag

Marktgemeenten:
Aflenz · Breitenau am Hochlantsch · Krieglach · Langenwang · Neuberg an der Mürz · Sankt Barbara im Mürztal · Sankt Lorenzen im Mürztal · Sankt Marein im Mürztal · Thörl · Turnau

Overige gemeenten:
Pernegg an der Mur · Spital am Semmering · Stanz im Mürztal  · Tragöß-Sankt Katharein
- Gemeinsame Normdatei: 4101749-3
- MusicBrainz: 20dc9194-4977-4eea-b086-6115b17c6af4
- Nationale Bibliotheek van Tsjechië: ge369078
- Virtual International Authority File: 248107248
- WorldCat: E39PBJf8yYmMPHbRYrYMkyGvHC